# Trościaniec (rejon doliński)
Trościaniec (ukr. Тростянець) – wieś na Ukrainie, w  obwodzie iwanofrankiwskim, w rejonie dolińskim.